# Guided Tour
'Guided Tour' fue la primera y única gira -hasta su reunión de 2008- del dúo británico Yazoo que duró desde el 30 de agosto al 24 de noviembre de 1982. Esta gira presentó a su primer disco Upstairs at Eric's.

## Banda
- Alison Moyet (cantante)
- Vince Clarke (Tecladista)

## Temas interpretados
1. Bad Connection (Vince Clarke)
2. Bring Your Love Down (Didn't I?) (Alison Moyet)
3. Chinese Detectives (Unreleased Instrumental) (Vince Clarke)
4. Don't Go (Vince Clarke)
5. Goodbye 70's (Alison Moyet)
6. In My Room (Vince Clarke)
7. Midnight (Alison Moyet)
8. Ode To Boy (Alison Moyet)
9. Only You (Vince Clarke)
10. Situation (Alison Moyet/Vince Clarke)
11. The Other Side Of Love (Alison Moyet/Vince Clarke)
12. Too Pieces (Vince Clarke)
13. Tuesday (Vince Clarke)
14. Winter Kills (Alison Moyet)

## Concierto
Aunque no fue editado de manera oficial, existe una grabación muy difundida en el Dominion Theatre, de Londres por la BBC.

## Detalles
En Guided Tour interpretaron todos los temas de Upstairs at Eric's, con excepción de I Before E Except After C. Además hicieron Situation y The Other Side of Love, temas que fueron presentados originalmente en sencillos y con posterioridad fueron incluidos como bonus tracks en dicho álbum y Ode to Boy (lado B del sencillo The Other Side of Love) que posteriormente sería incluido en el segundo álbum de la banda You and Me Both. También presentaron el instrumental Chinese Detectives, que guarda similitudes desde lo musical con I Before E Except After C.